# Schnaupping (Isen)
Schnaupping ist ein Kirchdorf und Gemeindeteil des Marktes Isen im oberbayerischen Landkreis Erding.

## Ortsgeschichte

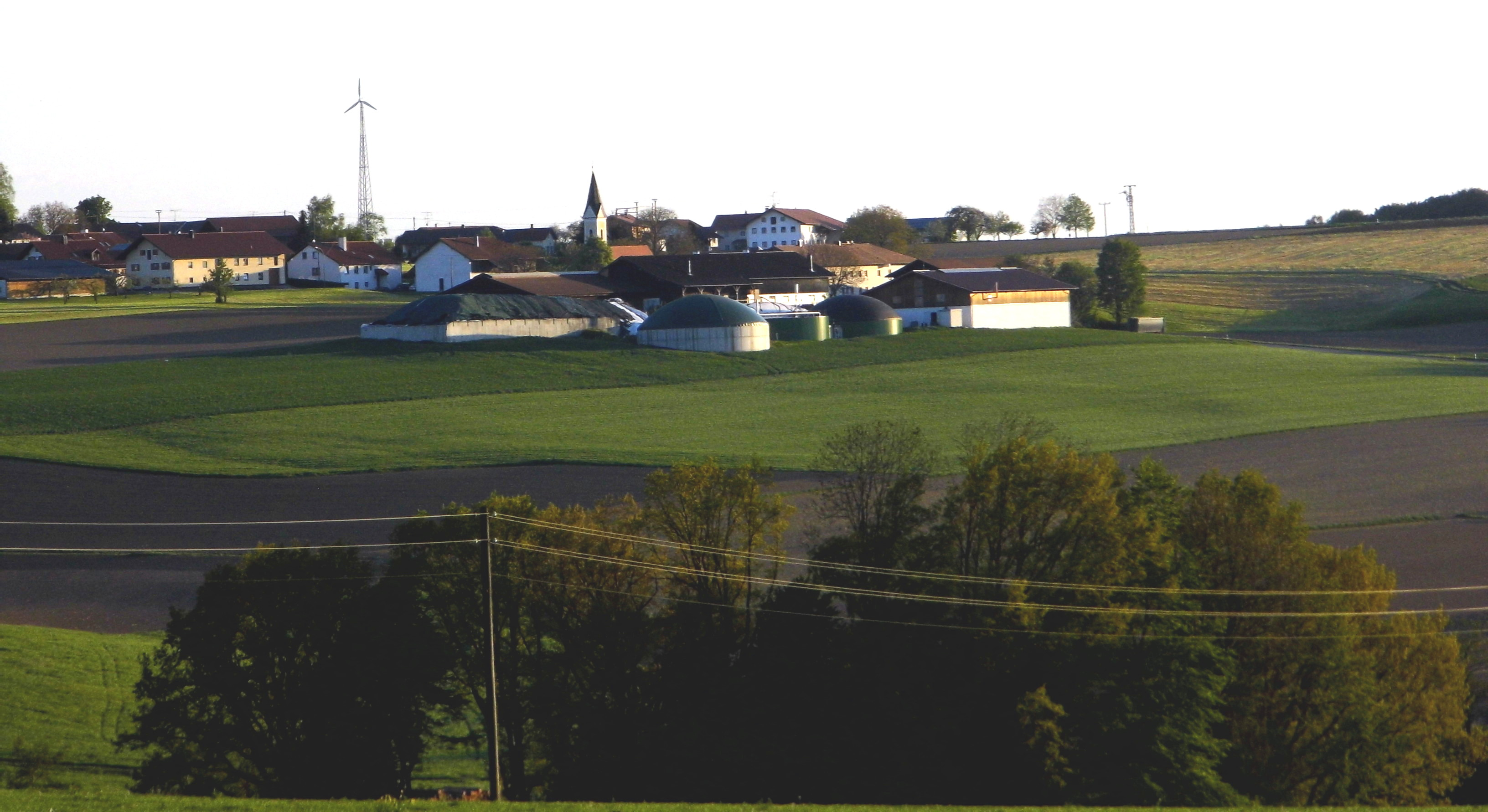
Schnaupping, ges. von Angersbach im Nordosten

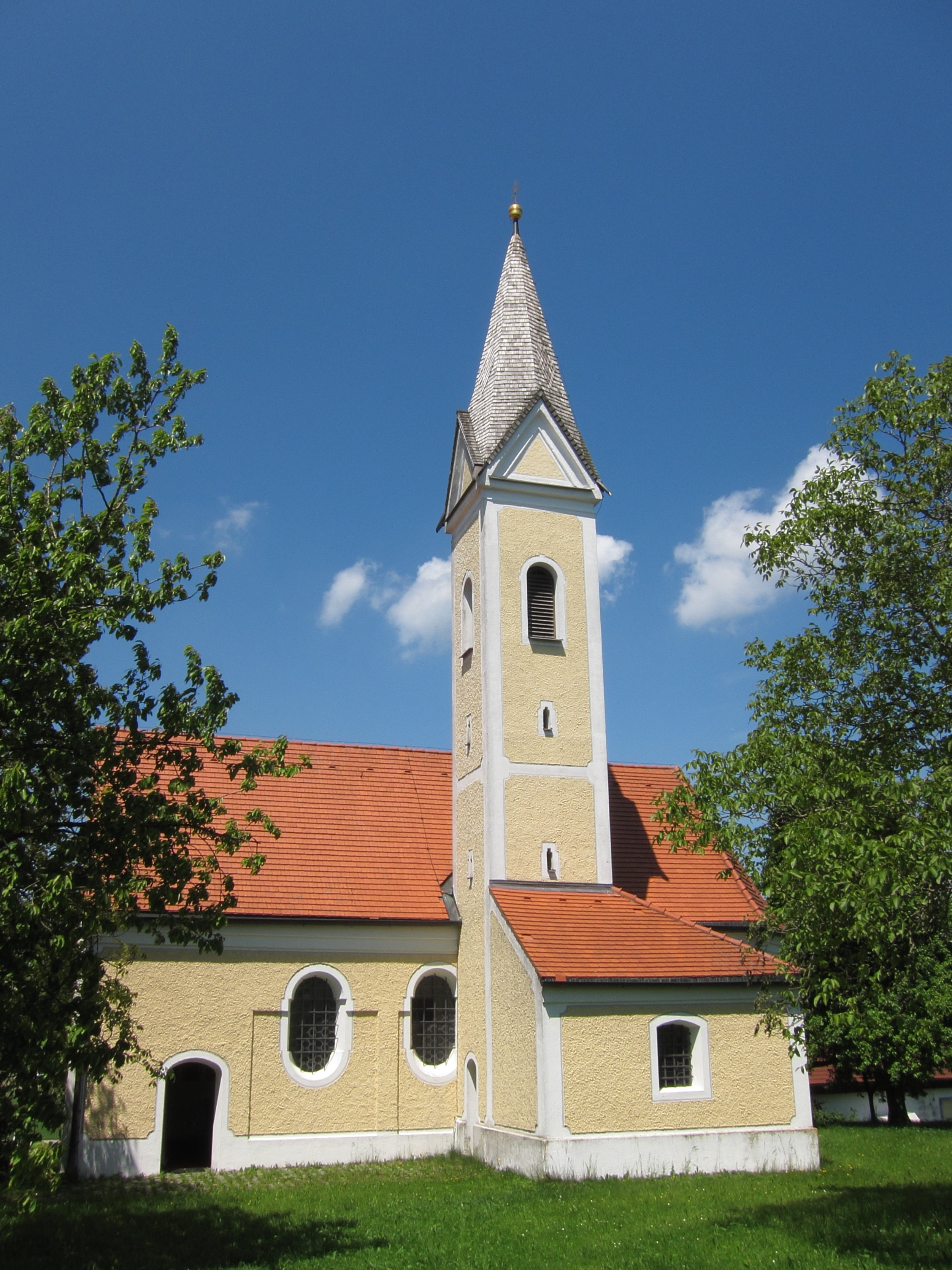
St. Johannes Baptist, Schnaupping

Die Ortschaft wurde als Snupinga 1226 erstmals erwähnt. Die Filialkirche St. Johannes Baptist der Pfarrei Isen stammt aus dem 15. Jahrhundert, wurde aber Ende des 17. Jahrhunderts von Anton Kogler außen und Innen barockisiert. Der Bau besitzt ein drei-jochiges Langhaus und einen nicht eingezogenen ein-jochigen Chor mit 3⁄8-Abschluss. Der Turm mit Dreiecksgiebeln und spitzen Abschluss steht an der Südwand-Mitte. Der Hochaltar aus dem Jahre 1690 zeigt die Gottesmutter Maria, flankiert vom Kirchenpatron Johannes und der Isener Nebenpatronin Juliana. Der Kreuzweg gehört der Rokokozeit an, und an Interesse in der Kirche sind fünf Votivtafeln aus dem 19. Jahrhundert, die auf eine frühere Wallfahrt hinweisen.

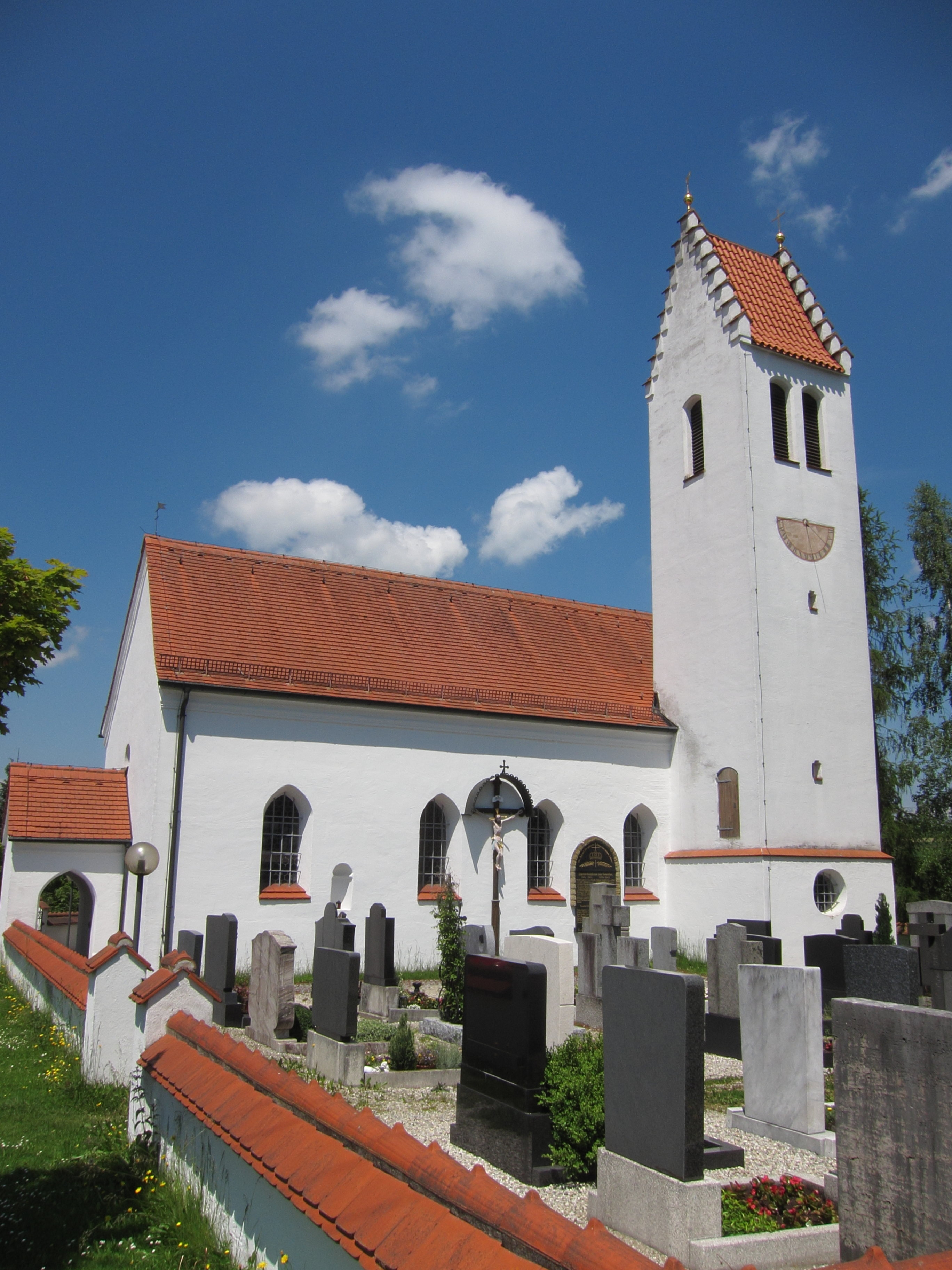
St. Laurentius, Weiher

## Ehemaliges Gemeindegebiet
Bis zu der Verwaltungs-Neuordnung des Königreichs Bayern 1818 war die östliche Hälfte des Gemeindegebiets Schnaupping ein Teil der Grafschaft Haag. Der Westen gehörte zur Herrschaft Burgrain. Seitdem bildete es eine eigenständige Gemeinde im Bezirksamt/Landkreis Wasserburg, die 1964 460 Einwohner zählte. Die Gemeinde Schnaupping wurde am 1. Januar 1882 durch den Zusammenschluss mit der Nachbargemeinde Thonbach vergrößert. Am 1. April 1971 wurde Schnaupping in den Markt Isen eingegliedert.
Zur Gemeinde gehörten die stattlichen Weiler Berging (38 Einw.), Thonbach (30 Einw.), Strich (40 Einw.), Buchschachen (40 Einw.) und Willmating (32 Einw.), der Kirchweiler Weiher (30 Einw.), sowie die weiteren Weiler Angersbach, Hub, Loiperstett, Scheideck und die Einöden Ambach, Giglberg, Hof, Kopfsöd und Moos. Die bedeutendsten sind Berging (mit "annähernder" Dorfstruktur) und Weiher (mit Filialkirche und Gasthaus). Straßenbaumäßig ist das Gebiet bestens erschlossen, es ist durchzogen mit etlichen asphaltierten Querverbindungen (ein Teil davon sind Kreisstraßen).
Weiher, im obersten Isental, unweit der Quelle, gelegen besitzt ein beliebtes Ausflugslokal und ist Ausgangspunkt für Wanderungen. Der Ort wurde als Uuiuuari 825 erstmals erwähnt. Die Filialkirche St. Laurentius ist ein spätgotischer Bau aus der 1. Hälfte des 16. Jahrhunderts, mit einem Satteldachturm. Im Innern besitzt sie ein Stichkappengewölbe und sehenswerte Rokokoaltäre von 1760.
Berging, auf einem Hügel nördlich von Schnaupping gelegen. Bis zum 28. September 1968 gab es in Berging einen Haltepunkt an der Bahnstrecke Thann-Matzbach–Haag.

## Besonderes
Unweit liegt östlich im Schnauppinger Forst ein Wetterradar-Turm. Dieser Turm hat weit reichende Auswirkungen auf die Nutzung der Windkraft im Süden des Landkreises Erding.
Seit 2008 befand sich hier auch eine UMTS-Sendeanlage. Die höchste Erhebung des Landkreises Erding mit 649 m ü. NN befindet sich in der Nähe der DAB/UKW-Sendeanlage.
Im nördlichen, erweiterten Ortsbereich von Willmating befindet sich eine ehemalige Erdölfördersonde.